# Stjärnnarv
Stjärnnarv (Arenaria balearica) är en nejlikväxtart som beskrevs av Carl von Linné. Stjärnnarv ingår i släktet narvar, och familjen nejlikväxter. Inga underarter finns listade i Catalogue of Life. Arten förekommer på öar i västra Medelhavet från Mallorca till Montecristo och växer på skuggiga platser på upp till 1450 m ö.h.. Den kan skiljas från övriga europeiska arter av släktet på följande karaktärer: Upp till 6 cm hög perenn, som har bladförsedda mer eller mindre trådformiga krypande stjälkar (som inte är rotslående) vid blomningen; de brett äggrunda bladen är 2-4 mm långa, mjuka samt är ej kölade på undersidan längs mittnerven; blommorna är skaftade och blomskaften är 5-10 gånger längre än de kort och glest håriga, högst 3 mm långa, foderbladen.
Arten odlas som trädgårdsväxt i Sverige, men är frostkänslig.